# Österreichischer Taekwondo-Verband
Der Österreichische Taekwondo-Verband (ÖTDV) ist der Spitzenverband des Taekwondosports in Österreich. Er ist Mitglied der Österreichischen Bundes-Sportorganisation und des Österreichischen Olympischen Comité.

## Geschichte
Der Österreichische Taekwondo-Verband wurde 1969 gegründet. Der ÖTDV ist Mitglied in der europäischen Dachorganisation European Taekwondo Union (ETU) sowie im Olympischen Weltdachverband World Taekwondo (WT).
Seitens des Österreichischen Olympischen Comité (ÖOC) ist der ÖTDV als einziger Taekwondo Verband berechtigt, Sportler zu den Olympischen Spielen zu entsenden. Daher veranstaltet der ÖTDV alle entsprechenden Taekwondo-Meisterschaften in Österreich. Der Verband hat seinen Sitz in Innsbruck.
Der Österreichische Taekwondo-Verband war 1986 Ausrichter der Europameisterschaft in Seefeld in Tirol.

## Erfolgreiche Sportler auf Weltebene
Österreichische Wettkämpfer haben im Laufe der Jahre mehrere Erfolge auf Weltebene erzielen können, unter anderem folgende:

### Weltmeisterschaftsmedaillen
- Çalışkan Tuncay, 3. Platz WM 2003 (–72 kg) in Garmisch-Partenkirchen, Deutschland
- Lukic Nevena, 3. Platz WM 2005 (–51 kg) in Madrid, Spanien
- Marlene Jahl, 3. Platz WM 2022 (+73 kg) in Guadalajara, Mexiko

### CISM-Weltmeister
- Lukic Nevena, (–51 kg), Militärweltmeisterin 2002 in Fort Hood, USA
- Öztürk Muhammed, (–54 kg), Militärweltmeister 2002 in Fort Hood, USA

### Europameister
- Huber Michaela, (–64 kg), 1984 in Stuttgart, Deutschland
- Köck Helmut, (–76 kg), 1986 in Seefeld, Österreich
- Keiler Nicole, Junioren (–62 kg), 1997 in Partas, Griechenland
- Sari Ilhan, Junioren (–73 kg), 2001 in Pamplona, Spanien
- Lukic Nevena, (–51 kg), 2004 in Lillehammer, Norwegen

### Olympische Spiele
Mit einem zweiten Platz beim Europaqualifikationsturnier in Porec 1999 konnte sich Çalışkan Tuncay für die Olympischen Spiele 2000 in Sydney in der Gewichtsklasse –68 kg qualifizieren. Nach einer 3:7-Auftaktniederlage gegen den späteren südkoreanischen Silbermedaillengewinner Sin Joon-sik konnte Çalışkan über die Trostrunde die Chance auf die Bronzemedaille wahren. Nach einem 6:0-Sieg über Russlands Dzitiev Rand und einem 4:4-Sieg nach Kampfrichterentscheid über den Deutschen Aziz Acharki traf Çalışkan im kleinen Finale auf Hadi Saei aus Iran. Durch einen 2:4-Niederlage verpasste Çalışkan die Medaille und wurde somit auf den vierten Platz verwiesen.
2003 konnten sich beim Europaqualifikationsturnier in Baku Çalışkan Tuncay durch einen zweiten und Lukic Nevena durch einen dritten Platz gleich zwei Sportler für die Olympischen Spiele 2004 in Athen qualifizieren. Çalışkan traf im Eröffnungskampf in der Gewichtsklasse –68 kg auf den Zentralafrikaner Bertrand Gbongou Liango. Nach einem 1:4-Rückstand in der dritten Kampfrunde konnte Çalışkan durch einen Fußtritt zum Kopf seines Gegners das Blatt wenden. Sein Kontrahent ging dabei schwer K.O. und blieb mehrere Minuten bewusstlos auf der Wettkampffläche liegen. Liango wurde danach in ein nahe gelegenes Krankenhaus gebracht, wo eine Gehirnerschütterung diagnostiziert wurde. Im Viertelfinale musste sich Çalışkan Huang Chih-hsiung aus Taiwan 8:10 geschlagen geben, welcher dann das Finale erreichte. Çalışkan hatte erneut die Chance sich über die Trostrunde Bronze zu holen. Jedoch verlor er seinen folgenden Kampf gegen den Ägypter Tamer Hussein mit 4:8 Punkten.
Lukic Nevena konnte in der Gewichtsklasse –49 kg ihren Eröffnungskampf gegen Lineo Mochesane aus Lesotho mit 4:0 für sich entscheiden. Im Viertelfinale verlor Lukic nach einem 1:1-Unentschieden durch Kampfrichterentscheid gegen ihre guatemaltekische Gegnerin Euda Carías.
Marlene Jahl hat sich in der Klasse über 67 Kilogramm für die Olympischen Spiele 2024 in Paris qualifiziert, nachdem die russische Athletin Polina Chan vom Internationalen Olympischen Komitee (IOC) ausgeschlossen wurde. Damit war Österreich erstmals seit 20 Jahren wieder bei den Olympischen Spielen vertreten.

### Poomsae
- Leni Niedermayr, Weltmeisterin (U65), 2024 in Hong Kong, China

## Sonstiges
Der Doppel-Staatsmeister 2009/10 der Herren bis 80 kg rutschte in die radikal-islamistische Szene ab, zog in Syrien in den Krieg und wurde im Rahmen der Grazer Terrorprozesse dafür verurteilt.

## Landesverbände
Heute hat der ÖTDV ca. 8000 Mitglieder in 135 Vereinen, wobei der größte Landesverband der Tiroler Taekwondo Verband (TTDV) mit 39 Vereinen ist. Folgende neun Landesverbände sind Mitglied des ÖTDV:
- Wiener Taekwondo Verband (WTDV)
- Niederösterreichischer Taekwondo Verband (NÖTDV)
- Oberösterreichischer Taekwondo Verband (OÖTDV)
- Burgenländischer Taekwondo Verband (BTDV)
- Tiroler Taekwondo Verband (TTDV)
- Vorarlberger Taekwondo Verband (VTDV)
- Steirischer Taekwondo Verband (STTDV)
- Salzburger Taekwondo Federation (STDV)
- Taekwondo Verband Kärnten (KTDV)